# NGC 118
NGC 118 è una vasta e lontana galassia a spirale situata nella costellazione della Balena.
È stata scoperta il 23 settembre 1867 dall'astronomo americano Truman H. Safford.

## Caratteristiche
La classificazione come galassia a spirale non è del tutto accertata. Wolfgang Steinicke la considera come una galassia compatta, mentre il database NASA/IPAC la classifica come galassia lenticolare irregolare.
Il nucleo di NGC 118 è molto brillante nell'ultravioletto e per questo è inserita nel catalogo di Markarian con il codice  Mrk 947 (MK 947).